# 스포츠스태킹

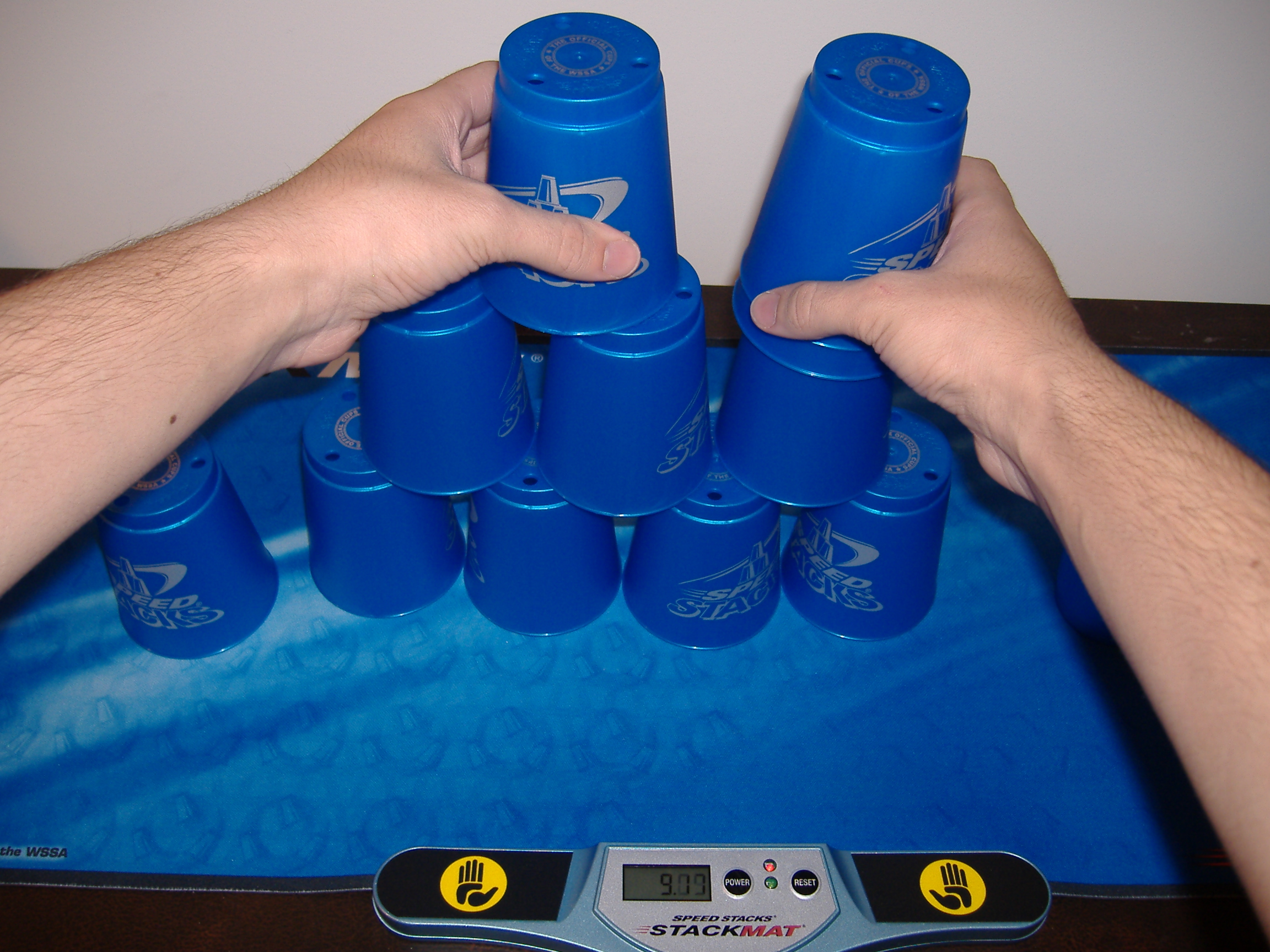

스포츠스태킹(Sport stacking)은 공인기록장비를 이용하여 컵을 쌓고 내리는 모든 활동이다. 컵 쌓기라고도 불리며, '손으로 하는 육상경기'라고 이야기하기도 한다.

## 역사
1980년대 초 미국 캘리포니아에서 시작됐으며 초기에는 어린이들이 하는 놀이 정도로 활용되었다. 90년대 미국 유명 TV쇼에 소개가 된 이후부터 미국 전역에 알려지기 시작했고 콜로라도의 초등학교 체육교사였던 밥 팍스(Bob Fox)가 TV쇼에서 스포츠스태킹을 처음 접하고 교육 프로그램으로 개발하기 시작했다.
밥 팍스의 스포츠스태킹 전파 활동을 통해서 미국 전역에 퍼져나가기 시작했고, 본격적인 활동을 위해 세계스포츠스태킹협회(World Sport Stacking Association)을 설립하여 전 세계 학교, 체육 수업에 활용할 스포츠스태킹 프로그램을 개발하고 보급했다.
2003년부터는 세계대회인 월드스포츠스태킹챔피언십(World Sport Stacking Championships)이 열리고 있으며,2011년까진 미국에서 단독개최를 하다가, 2012년 독일에서 개최를 하게 됨으로써 3년을 주기로 북미,유럽,아시아 순서이다.(한국에선 2014년 전주에서 개최한 적이 있다.)
2011년부터는 아시아에서만 아시안오픈스포츠스태킹챔피언십(Asian Open Sport Stacking Championships)이 열리고 있으며, 오픈 개념자체가 어느나라 어느선수든 참가할 수 있는 자격이 있어, 2018 말레이시아 아시안 오픈 스포츠스태킹 챔피언십에선
스위스 선수들이 참여하기도 하였다.(한국에선 2016년 서울 잠실에서 개최한 적이 있다.)
한국에선 2011년 비영리사단법인 대한스포츠스태킹협회가 생겼고, 2012년부터 국내 외 다양한 공인대회를 개최하고 있다.

## 종목
스포츠스태킹은 개인 종목과 단체 종목으로 나뉜다.
- 개인전은 3-3-3, 3-6-3, 사이클로 3종목이고, 단체전은 더블, 3-6-3 팀시간 릴레이, 팀대항 릴레이로 3종목이다. 처음 시작할 때 컵의 개수와 쌓고 내리는 방식에 따라 구분할 수 있다.

단체 종목은 더블 종목, 3-6-3 팀시간 릴레이, 팀대항 릴레이가 있으며, 더블 종목은 2인 1조로 두 사람이 각각 오른손과 왼손만을 사용하며, 3-6-3 팀시간 릴레이 종목은 4명이 한 가지 종목을 돌아가며 기록을 측정하여 최종 기록을 세우는 종목이다. 팀대항 릴레이는 두 팀이 동시에 시작해서 규칙 위반 시 벌점을 부여하여 벌점이 적은 팀이 이기는 팀대항 릴레이가 있다.
- ■ 개인전(3-3-3, 3-6-3, 사이클) - 개인전은 더 빠른 기록에 도전하고 기록 갱신을 위해 도전하는 도전영역이며, 기록경기이다.
- 3-3-3 : 동작수행이 간단하여 배우기 쉬운 스포츠스태킹의 특징을 잘 나타내는 개인전 첫 번째 종목. 6살 이하의 어린이부터 65세 이상의 시니어까지 기록차이가 적어 특수체육 등에 활용하기 좋다.
- 3-6-3 : 가운데 6개의 컵을 쌓고 허무는 동작수행의 난이도를 느끼는 개인전 두 번째 종목. 반복적 연습의 효과로 인해 기록 단축의 성취감을 느낄 수 있어 초급 단계에 활용도가 높아 단체전에서도 활용하기 좋다.
- 사이클 : 스포츠스태킹 종목 중 가장 화려한 퍼포먼스로 난이도 최상의 개인전 마지막 종목. 일정한 속도유지와 호흡 조절이 중요하며, 개인전 3종목을 합산하는 개인종합기록에 영향이 큰 종목으로 꾸준한 연습과 고도의 집중력을 필요로 한다.
- 개인종합(overall) : 위 3종목을 합산한 기록순으로 시상 또는 평가하는 것을 말한다. 
■ 단체전(더블, 3-6-3 팀시간 릴레이, 팀대항 릴레이) - 단체전은 6명이 팀을 이루어 마치 한 몸이 된 것처럼 각 경기를 수행한다. 이 때에는 협동, 원활한 의사소통, 분석을 통한 경기 수행이 필요한 경쟁영역이다.
- 더블 : 2명이 한 조를 이루어 한 손씩 사용하는 협업과 소통역량이 중요한 단체전 종목
- 3-6-3 팀시간 릴레이 : 엔트리 4명이 출전하여 순차적으로 연결하여 기록을 측정하는 종목으로 순발력과 불규칙적 호흡을 조절해야 하는 단체전 종목
- 팀대항 릴레이 : 페널티포인트 방식의 경쟁활동으로 상대팀과 동시에 시작하여 동작수행을 먼저 끝내야 하는 팀대항 방식의 긴장감과 박진감이 높은 단체전 종목

## 장비
스포츠스태킹은 공인기록장비를 이용하여 기록을 측정하는 스포츠다. 스포츠스태킹을 하기 위해서는 공인 컵 12개( 3-3-3 종목은 9개의 컵)이 필요하며, 기록을 측정하기 위한 스택매트 그리고 타이머가 필요하며, 토너먼트 디스플레이도 있으면 실제 경기장을 만들어볼 수 있다. 타이머는 터치 센서로 1/1000초까지 측정할 수 있다. 세계스포츠스태킹협회와 대한스포츠스태킹협회에서는 스피드스택스 공인제품만을 사용하게 하고 있으며, 플래시컵, 스태킹코리아,에디슨 등 기타 유사품컵 제품들으로 절대 공인용품이 아니다. 구매를 할땐 스피드스택스코리아에서 구매하게 된다면 공인기록장비를 사용할 수 있다.

## 세계신기록
스포츠스태킹 기록은 세계스포츠스태킹협회에서 공인하며, 우리나라 기록은 세계스포츠스태킹협회 한국지부인 대한스포츠스태킹협회에서 인증하고 있다. 개인종목 3종목과 단체종목 더블과 팀 3-6-3 시간 릴레이 총 5개의 종목 신기록이 인증되고 있으며, 이 중 남자부 3-3-3 종목과 여자부 3-3-3, 3-6-3,사이클 종목의 세계신기록 보유자는 김시은,최현종 모두 대한민국 선수들이다.

### 여자부
- 3-3-3 세계신기록 김시은(만 12세, 서울 잠신중) 1.424초 (2020년 8월 현재)
- 3-6-3 세계신기록 김시은(만 13세, 서울 잠신중) 1.770초 (2020년 8월 현재)
- 사이클 세계신기록 김시은(만13세,서울 잠신중) 5.042초 (2020년 8월 현재)[4]

### 남자부
- 3-3-3 세계신기록 최현종(대한민국 / 만 14세, 경북 청송 현동중) 1.280초 (2020년 8월 현재)
- 3-6-3 세계신기록 Chan Keng Ian(Malaysia) 1.658초 (2020년 8월 현재)
- 사이클 세계신기록 Chan Keng Ian(Malaysia) 4.753초 (2020년 8월 현재)

### 남녀혼합
- 더블 세계신기록 Chan Keng Ian(Malaysia) & Jun Xian Wong(Malaysia) 5.798초 (2020년 8월 현재)
- Timed 3-6-3 Relay 세계신기록 Pro Series E PEN/ William Orrell , William Polly, CJosh hainsel Peter ford, Dalton Nichols 12.187초 (2020년 8월 현재)